# 30. Internationale Sechstagefahrt

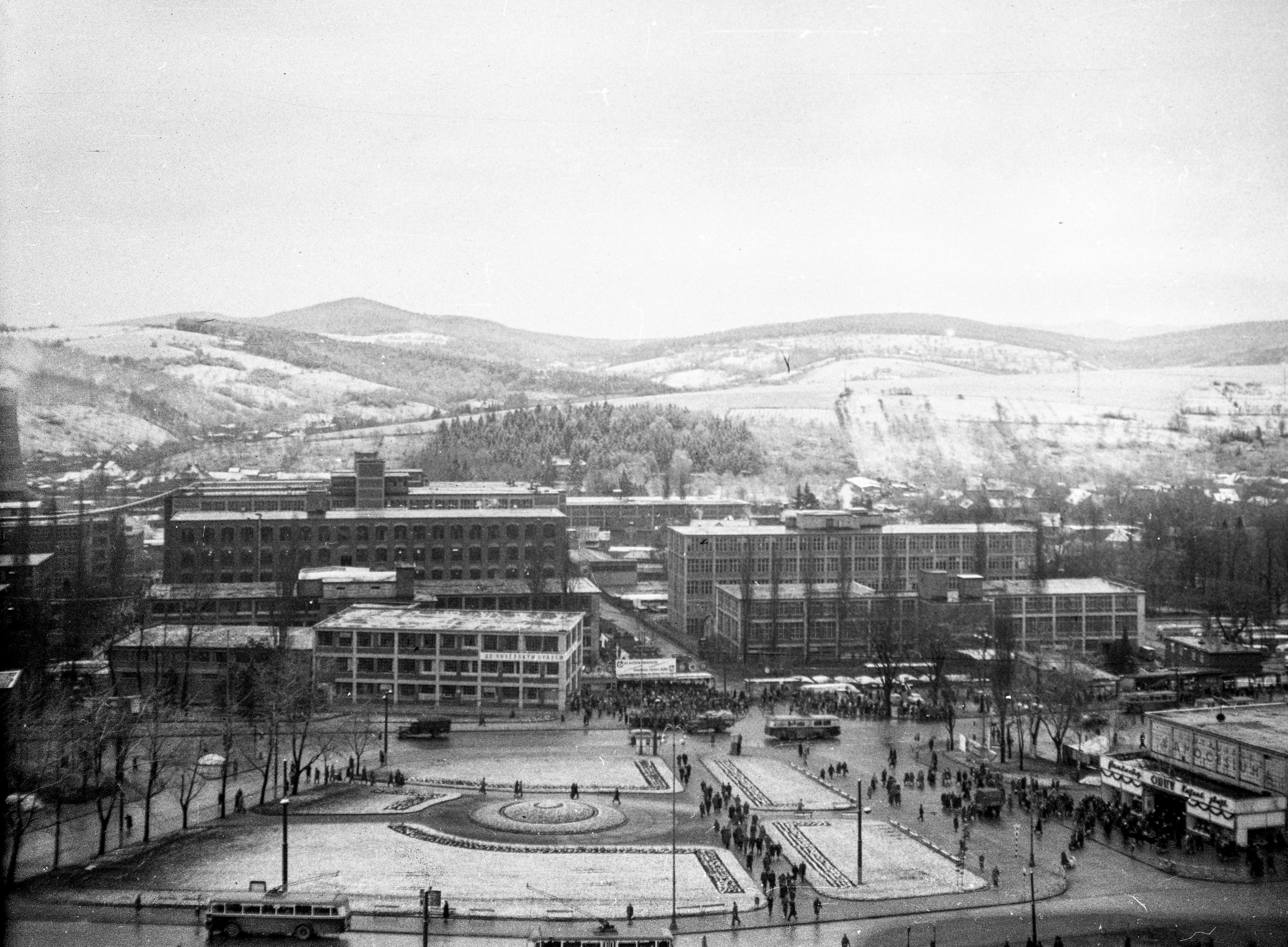
Gottwaldov, Start- und Zielort der einzelnen Etappen
(Aufnahme von 1960)

Die 30. Internationale Sechstagefahrt war ein Motorrad-Geländesportwettbewerb, der vom 13. bis 18. September 1955 im tschechoslowakischen Gottwaldov sowie der näheren Umgebung stattfand. Die Nationalmannschaft der BRD konnte zum ersten Mal die Trophy gewinnen. Die Silbervase ging zum fünften Mal an die Tschechoslowakei.

## Wettkampf

### Organisation
Die Veranstaltung fand bereits zum dritten Mal in Gottwaldov statt, nachdem bereits die 22. (1947) und 28. Internationale Sechstagefahrt (1953) hier ausgetragen wurden.
Für den Wettkampf waren 257 Fahrer von 17 Motorsportverbänden der FIM gemeldet. Um die Trophy fuhren Mannschaften aus sechs Nationen. Zudem waren 23 Silbervasen- und 23 Club-Mannschaften am Start.
Die BRD nahm an der World Trophy sowie mit zwei Silbervasenmannschaften teil. Österreich war mit einer Trophy- und Silbervasenmannschaft, die Schweiz mit einer Silbervasenmannschaft am Start.

### 1. Tag
Von den 257 gemeldeten Fahrern nahmen 241 den Wettkampf auf.
Nach dem ersten Fahrtag lagen in der Trophy das Team aus der BRD und Österreich strafpunktfrei gleichauf. Dahinter folgten ebenfalls gleichauf die Tschechoslowakei und Italien mit jeweils 2 Strafpunkten, es folgten Großbritannien und Schweden.
In der Silbervasenwertung lagen die Mannschaften Großbritanniens (A und B), der Tschechoslowakei (B), der BRD (B), Polens (A), Belgiens (A), Rumäniens (A), der Niederlande (A) und Schwedens (A) strafpunktfrei gleichauf. In der Mannschaft Österreichs kassierte Georg Ölmann 5 Strafpunkte, was Platz 12 (gemeinsam mit der B-Mannschaft Polens) bedeutete. Die A-Mannschaft der BRD hatte mit Hans Meier bereits den ersten Fahrerausfall zu verzeichnen, was fortan täglich 100 Strafpunkte bedeutete. In der Mannschaft der Schweiz fielen Karl Meier und Hans Kramer, die damit den letzten Platz belegte.
In der Clubwertung waren die deutschen Teilnehmer ADAC Gau Nordbayern, ADAC Gau Hansa, ADAC Gau Südbayern und der der Rheydter Club für Motorsport noch ohne Strafpunkte und lagen damit gleichauf mit sechs weiteren Clubmannschaften.
29 Fahrer schieden aus dem Wettbewerb aus.

### 2. Tag
Am zweiten Tag zogen sich alle italienischen Mannschaften und Fahrer vom Wettbewerb zurück.
Die Trophy führte das strafpunktfreie Team der BRD vor der Tschechoslowakei (3 Strafpunkte) und Österreich (101 Strafpunkte) an. 
In der Silbervasenwertung lagen die Mannschaften der Tschechoslowakei (B), der BRD (B) und Polens (A) strafpunktfrei gleichauf. In der Mannschaft Österreichs kassierte Georg Ölmann weitere 6 Strafpunkte, das Team lag auf Platz 6. In der A-Mannschaft der BRD erhielt Wiggerl Kraus 10 Strafpunkte, das Team lag auf dem 18. Platz.
In der Clubwertung waren die deutschen Teilnehmer ADAC Gau Nordbayern, ADAC Gau Südbayern und der der Rheydter Club für Motorsport noch ohne Strafpunkte und lagen damit gleichauf mit einer weiteren Clubmannschaft (KAMK Liberec) an der Spitze.
41 Fahrer schieden aus dem Wettbewerb aus.

### 3. Tag
Der dritte Fahrtag bestand aus zwei Teilen: einer Tag- und einer Nachtetappe.
In der Trophy führte weiter das strafpunktfreie Team der BRD vor der Tschechoslowakei (3 Strafpunkte) und Großbritannien (125 Strafpunkte). Das österreichische Team folgte auf dem 4. Platz. Mit Eduard Beranek und Otto Heisinger hatte dieses gleich zwei Fahrerausfälle in der Tagetappe zu verzeichnen, in der Nachtetappe erhielt Helmuth Inszko 5 Strafpunkte.
In der Silbervasenwertung lagen die Mannschaften der Tschechoslowakei (B), der BRD (B) und Polens (A) nach wie vor strafpunktfrei gleichauf. In der Mannschaft Österreichs kassierte Georg Ölmann 23 und Günther Rajnoch 6 Strafpunkte, das Team lag auf Platz 5. Die A-Mannschaft der BRD lag auf dem 15. Platz.
In der Clubwertung waren die deutschen Teilnehmer ADAC Gau Nordbayern und Rheydter Club für Motorsport ohne Strafpunkte und lagen damit gleichauf an der Spitze der Wertung.
32 Fahrer schieden aus dem Wettbewerb aus.

### 4. Tag
Am Ende des vierten Fahrtags führte in der Trophy weiter unverändert das strafpunktfreie Team der BRD vor der Tschechoslowakei und Großbritannien. Das österreichische Team folgte auf dem 4. Platz.
In der Silbervasenwertung lagen die Mannschaften der Tschechoslowakei (B), der BRD (B) und Polens (A) weiterhin strafpunktfrei gleichauf. Die Mannschaft Österreichs lag auf dem 6., die A-Mannschaft der BRD auf dem 11. Platz.
In der Clubwertung führte der einzig noch strafpunktfreie ADAC Gau Nordbayern vor KAMK Pardubice und OAMK Kladno.
Elf Fahrer schieden aus dem Wettbewerb aus.

### 5. Tag
Die Zwischenstände nach dem fünften Fahrtag: In der Trophy führte nach wie vor das strafpunktfreie Team der BRD vor der Tschechoslowakei und Großbritannien. Im österreichischen Team schied Erwin Lechner aus, die Mannschaft belegte weiter Platz 4.
In der Silbervasenwertung lagen die Mannschaften der Tschechoslowakei (B), der BRD (B) und Polens (A) weiter strafpunktfrei gleichauf. Die Mannschaft Österreichs lag weiter auf dem 5., die A-Mannschaft der BRD weiter auf dem 11. Platz.
Die Clubwertung führte wie am Vortag der einzig noch strafpunktfreie ADAC Gau Nordbayern vor KAMK Pardubice und OAMK Kladno.
Sieben Fahrer schieden aus dem Wettbewerb aus.

### 6. Tag
Am letzten Tag wurde eine Etappe und des Abschlussrennen (Geschwindigkeitstest) gefahren.
Vier Fahrer schieden aus dem Wettbewerb aus. Von 241 am ersten Tag gestarteten Fahrern erreichten 117 das Ziel.

## Endergebnisse

### Trophy
| Platz | Team                   | Strafpunkte |
| ----- | ---------------------- | ----------- |
| 1.    | BR Deutschland         | 0           |
| 2.    | Tschechoslowakei       | 29          |
| 3.    | Vereinigtes Königreich | 329         |
| 4.    | Österreich             | 1147        |
| 5.    | Schweden               | 1500        |
| 6.    | Italien (a)            | -           |

### Silbervase
| Platz | Team                                  | Strafpunkte | Gut-Punkte |
| ----- | ------------------------------------- | ----------- | ---------- |
| 1.    | Tschechoslowakei (B-Mannschaft)       | 0           | 1543       |
| 2.    | Polen (A-Mannschaft)                  | 0           | 1206       |
| 3.    | BR Deutschland (B-Mannschaft)         | 0           | 1173       |
| 4.    | Tschechoslowakei (A-Mannschaft)       | 8           | -          |
| 5.    | Österreich                            | 55          | -          |
| 6.    | Belgien (A-Mannschaft)                | 211         | -          |
| 7.    | Bulgarien                             | 351         | -          |
| 8.    | Rumänien (A-Mannschaft)               | 466         | -          |
| 9.    | Vereinigtes Königreich (A-Mannschaft) | 502         | -          |
| 10.   | Finnland                              | 511         | -          |
| 11.   | BR Deutschland (A-Mannschaft)         | 613         | -          |
| 12.   | Niederlande (B-Mannschaft)            | 624         | -          |
| 13.   | Rumänien (B-Mannschaft)               | 721         | -          |
| 14.   | Niederlande (A-Mannschaft)            | 839         | -          |
| 15.   | Vereinigtes Königreich (B-Mannschaft) | 900         | -          |
| 16.   | Polen (B-Mannschaft)                  | 936         | -          |
| 17.   | Belgien (B-Mannschaft)                | 1014        | -          |
| 18.   | Norwegen                              | 1156        | -          |
| 19.   | Schweden (B-Mannschaft)               | 1312        | -          |
| 20.   | Schweden (A-Mannschaft)               | 1400        | -          |
| 21.   | Schweiz                               | 1700        | -          |
| 22.   | Italien (A-Mannschaft) (b)            | -           | -          |
| 23.   | Italien (B-Mannschaft) (b)            | -           | -          |

### Clubmannschaften
| Platz | Team                               | Strafpunkte |
| ----- | ---------------------------------- | ----------- |
| 1.    | KAMK Pardubice                     | 11          |
| 2.    | ADAC Gau Nordbayern                | 45          |
| 3.    | ADAC Gau Hansa Hamburg             | 72          |
| 4.    | SMK Hedemora 1                     | 79          |
| 5.    | OAMK Kladno                        | 134         |
| 6.    | ADAC Gau Südbayern                 | 406         |
| 7.    | Rheydter Club für Motorsport       | 408         |
| 8.    | KAMK Liberec                       | 412         |
| 9.    | KAMK Bratislava                    | 497         |
| 10.   | OM Warszawa                        | 607         |
| 11.   | KAMK Gottwaldov                    | 659         |
| 12.   | OAMK Jachymov                      | 677         |
| 13.   | KAMK Zlin                          | 706         |
| 14.   | KAMK Hradec Kralove                | 880         |
| 15.   | KAMK Praha                         | 900         |
| 16.   | Dublin & District MCC              | 904         |
| 17.   | KAMK Olomouc                       | 920         |
| 18.   | Norsk Moto Clubb Oslo              | 943         |
| 19.   | SMK Hedemora II                    | 1001        |
| 20.   | Disson Motoclub                    | 1026        |
| 21.   | ADAC Gau Württemberg               | 1116        |
| 22.   | Sunbeam MCC                        | 1243        |
| 23.   | Cicil Service Motoring Association | 1800        |